# 法蘭克福評論報

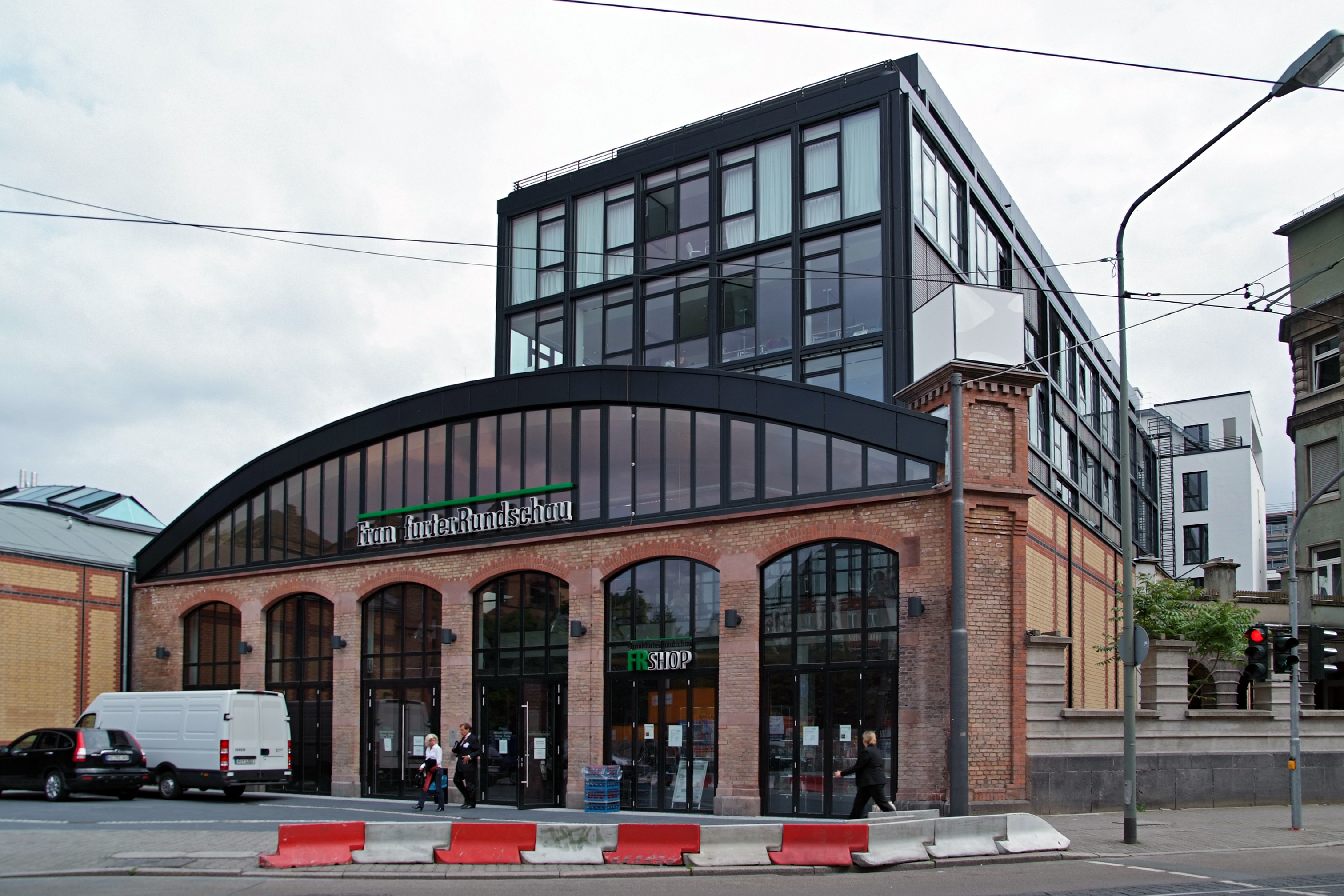
报社大楼（新）

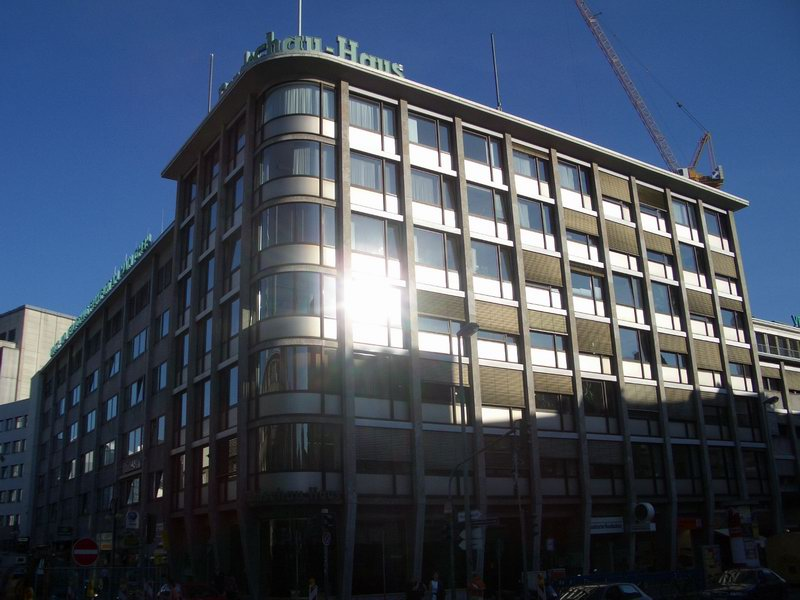
报社大楼（旧）

《法蘭克福評論報》（缩写：FR）是一家德語日報，報社總部位於法蘭克福。評論報首次印行於1945年8月1日，為美國佔領區第一家報紙和二戰後德國的第二家報紙。目前評論報為法兰克福印刷出版社（Druck und Verlagshaus Frankfurt am Main）所擁有，且宣稱發行量超過181,000份。 《法兰克福评论报》和同样在法兰克福发行的《法兰克福汇报》，慕尼黑的《南德意志报》，汉堡的《世界报》和《图片报》一样属于主导德国舆论的日报，有重要的社会影响。
评论报是一份左翼自由主义的报纸，當地主要的競爭者為保守主义的《法蘭克福彙報》、《法兰克福新报》，以及歐洲銷路最佳的《圖片報》的當地版。 
2003年，報社發生財務困難。2004年5月，德國社會民主黨控股的德国印刷出版有限公司（DDVG）取得了法兰克福印刷出版社90%的股份。此一举动引起公众激烈的争论，因为这样一来评论报将成为由社民黨控制的媒体。而社民党则强调人们应该保持属于德国少数左翼自由主义报纸之一的评论报的存在。在得到社民党政治家不对报纸施加影响的保证后，观察者也确实没有发现报纸受到社民党任何影响。
至2006年底，社民黨将股份減持至40%。為了挽救報社糟糕的財務狀況，DDVG大幅度的減少開支。藉由裁員和外包， 三年間員工人數由1700人減為750人。
2012年年底，法蘭克福評論報宣佈破產結業。

## 外部連結
- （德文）Frankfurter Rundschau online（页面存档备份，存于）